# Das Fluchtlied

Der Rückzug der Grande Armee aus Russland im Winter 1812

Das Fluchtlied ist ein deutsches Volkslied. Den Text lieferte ein Gedicht, das mutmaßlich der Primaner Ernst Ferdinand August (1795–1870) im Jahr 1812 anlässlich der Rückkehr der napoleonischen Grande Armée aus Russland zu Papier brachte. Ferdinand August soll zum Zeitpunkt der Entstehung Schüler des Gymnasiums Zum grauen Kloster in Berlin gewesen sein.
Das Gedicht wurde von einer bislang unbekannten Person mit einer Melodie versehen und verbreitete sich schnell unter den deutschen Soldaten, die bei der Leipziger Völkerschlacht und in der Schlacht von Waterloo gegen die französischen Truppen unter Napoleon kämpften, denn das Lied verspottet den Gegner. Später hielt es Einzug in das deutsche Volksliedgut und wurde auch von nicht militärischen Personen gesungen.
Nach dem erfolgreichen Überfall auf Polen im Oktober 1939 zitierte Adolf Hitler den Refrain des Volksliedes:
Mit Mann und Roß und Wagen / So hat sie Gott geschlagen.
Das Lied gibt es in unterschiedlichen Textfassungen. Teilweise sind einzelne Wörter ausgetauscht, auch fehlen gelegentlich die ersten Sätze. Das Lied wurde mehrfach auf Schallplatten wiedergegeben, zumeist unter Bezugnahme auf die napoleonischen Kriege oder als Landsknechtlied. 1978 veröffentlichte die Folk-Rock-Band Ougenweide das Lied auf ihrem Album Frÿheit unter dem Titel Mit Mann und Roß und Wagen.

## Das Fluchtlied (Text)
Mit Mann und Roß und Wagen,

so hat sie Gott geschlagen!

Es irrt durch Schnee und Wald umher

Das große, mächt’ge Franzosenheer.

Der Kaiser auf der Flucht, Soldaten ohne Zucht.

Mit Mann und Roß und Wagen,

so hat sie Gott geschlagen!

Jäger ohn’ Gewehr,

Kaiser ohne Heer.

Heer ohne Kaiser,

Wildnis ohne Weiser.

Mit Mann und Roß und Wagen,

so hat sie Gott geschlagen!

Trommler ohne Trommelstock,

Kürassier im Weiberrock,

Ritter ohne Schwert,

Reiter ohne Pferd.

Mit Mann und Roß und Wagen,

so hat sie Gott geschlagen!

Fähnrich ohne Fahn’,

Flinten ohne Hahn,

Büchsen ohne Schuß,

Fußvolk ohne Fuß.

Mit Mann und Roß und Wagen,

so hat sie Gott geschlagen!

Feldherrn ohne Witz,

Stückleut’ ohn’ Geschütz,

Flüchter ohne Schuh’,

Nirgend Rast und Ruh’.

Mit Mann und Roß und Wagen,

So hat sie Gott geschlagen!

Speiser ohne Brot,

Aller Orten Not,

Wagen ohne Rad,

Alles müd’ und matt.

Frauen ohne Wagen,

so hat sie Gott geschlagen!